# リュッゲ空港
モス リュッゲ空港（ノルウェー語: Moss lufthavn, Rygge、英: Moss Airport, Rygge）とは、ノルウェー・モスの南東約10キロにある空港。オスロは60kmほど北方に位置しているが、格安航空会社のノルウェー・エアシャトルとライアンエアーがオスロへの拠点空港として利用している。
もとはドイツ軍によって建設された空軍基地であったが、サンネフヨルのトルプ空港の成功を受けて民間空港として利用する案が浮上し、2007年10月に民間共用が開始された。2008年よりノルウェー・エアシャトル、2009年よりライアンエアーの乗り入れが開始されている。

## 交通
リュッゲ駅及びモスとの間にシャトルバスが運航されている。オスロからの所要時間は1時間強。